# Jan Willem van Leempoel
Jan Willem (ook Joannes Guielmus, Joannes Guilielmus en Jean Guillaume) van Leempoel (Rotterdam, gedoopt 23 december 1751 — Wiesbaden, 27 februari 1796) was arts, hoogleraar en rector magnificus van de Universiteit van Leuven.

## Levensloop
Van Leempoel was de zoon van de arts Johannes Franciscus van Leempoel (Gouda, 1701-1777) die eerst trouwde met Maria Louise van Montfort. Uit zijn tweede huwelijk in 1749 met Clara van den Bergh uit Gouda had hij twee zoons, Willem Walric en Johannes Wilhelmus. De kinderen werden katholiek gedoopt. Van Leempoel senior was een van de pioniers in de Verenigde Provinciën van de inentingen tegen de kinderpokken. Om het goede voorbeeld te geven entte hij in 1756 zijn twee zoontjes in.
Zoon Van Leempoel behaalde zijn diploma van licentiaat in de geneeskunde, net zoals zijn vader, in Leiden in 1773, waarna hij een gelijkaardig diploma behaalde aan de Universiteit van Leuven. Aan deze universiteit werd hij nog tijdens datzelfde jaar 1773 tot hoogleraar benoemd. In oktober 1783 behaalde hij de graad van doctor in de geneeskunde.
In 1784 werd hij, op aansturen van de overheid van de Oostenrijkse Nederlanden tot rector magnificus van de universiteit benoemd. Een rectoraat was eenjarig, omdat er elk jaar iemand uit een van de vijf faculteiten om beurt werd aangeduid. Maar in 1785 deed Van Leempoel er een tweede jaar bij, tot ongenoegen van zijn collega's, maar onder druk van de overheid. In 1786 werd hij opgevolgd door zijn geestesgenoot Charles Lambrechts.
Tijdens de revolutiejaren nam Van Leempoel een wat onzekere houding aan. In tegenstelling tot andere professoren, zoals Lambrechts, die zich zowel achter de Brabantse Revolutie schaarden (meestal sloten ze aan bij de vonckisten) als achter Franse overheersing, koos Van Leempoel, na enige aarzeling, het Oostenrijkse kamp en vluchtte in december 1794 naar Duitsland, na de tweede bezetting in korte tijd van de Zuidelijke Nederlanden door de Fransen.
In augustus 1794 trad hij in Düsseldorf in het huwelijk met Sophie Herregodts de Nieuwmunster (1769-1813). Zij was de dochter van de Brugse algemeen ontvanger van keizerlijke belastingen en schepen van het Brugse Vrije Jacques-Joseph Herregodts de Nieuwmunster (1725-1804) en van zijn tweede vrouw Marie-Thérèse Willaeys (1741-1809). Op 15 oktober 1795 werd hun zoon Gustave van Leempoel geboren in Frankfurt.
Jan Willem was niet meer in de gelegenheid, zoals zijn schoonvader en veel andere vluchtelingen om naar het vaderland terug te keren. In 1796 overleed hij in Wiesbaden.
Zijn broer, Willem Walric van Leempoel was eveneens een van de laatste om tot rector magnificus van de Leuvense universiteit te worden aangesteld.

## Trouwe jozefist
Van Leempoel behoorde tot de aanhangers van de Verlichting en binnen de academische raad van de Universiteit van Leuven behoorde hij tot de oppositie tegen de meer ultramontane professoren.
Wanneer er moest gekozen worden tussen de toepassing van de reglementen van de universiteit en de bevelen van de Oostenrijkse overheid, dan koos Van Leempoel steeds voor deze laatste. Toen de opvolger van Lambrechts als rector, Henri Clavers, in botsing kwam met het centraal gezag en werd afgezet, was het opnieuw Van Leempoel die in januari 1788 tot rector magnificus werd benoemd. Hij was het die ditzelfde jaar gevolg gaf aan de directieven van de overheid om de faculteiten wijsbegeerte, rechten en geneeskunde naar Brussel te doen verhuizen, waar die overheid meer invloed op de professoren kon uitoefenen. Geen wonder dat de nieuwe machthebbers van de Brabantse Revolutie hem uit de universiteit verjoegen. Zijn tegenstanders hadden hem aangeklaagd als ongelovig en losbandig.

## Varia
- Jean-Guillaume Van Leempoel (nu op z'n Frans geschreven) werd in 1784 lid van de vrijmetselaarsloge "La Constance" of "la Constance de l’Union" in Brussel[1]. Het was een loge die bevolkt werd door handelaars en ambtenaren van bescheiden niveau. Deze loge verdween in 1786.[2]
- Het handschriftenkabinet van de Koninklijke Bibliotheek in Brussel, bewaart een cursus van de professoren Verlat en Van Leempoel: Tractatus de Corporibus Naturalibus (ms. III 1561) (privégeschenk in 1976 van Alain Van Dievoet).

## Nazaten
Van Leempoel wordt vaak als 'burggraaf' vermeld. Hij heeft deze titel nooit gevoerd en werd evenmin in de adelstand opgenomen. Pas veel later, in 1860, heeft zijn zoon Gustave van Leempoel de Nieuwmunster (1795-1877) opname in de Belgische adel bekomen met de titel van burggraaf. Hij had al onder het Verenigd Koninkrijk der Nederlanden in 1817 erkenning in de adelstand aangevraagd, als opvolger van de kinderloos gestorven halfbroer van zijn moeder, Charles de Vooght, maar dit was niet doorgegaan na klacht van een familielid. Gustave van Leempoel de Nieuwmunster werd Belgisch senator. Hij heeft nakomelingen tot op heden.